# Partida dels Estellers
Els Estellers és una partida de terra del terme municipal de Reus, a la comarca catalana del Baix Camp.
La partida s'estén a banda i banda del Camí Vell de la Selva, entre el Barranc dels Cinc Ponts i la Riera de l'Abeurada. Hi ha alguna masia important, com ara el Mas de l'Inglès. El Barri de Sant Joan hi està inclòs completament.